# Jamestown (Carolina del Nord)
Jamestown és una població dels Estats Units a l'estat de Carolina del Nord. Segons el cens del 2000 tenia 3.088 habitants.

## Demografia
Segons el cens del 2000, Jamestown tenia 3.088 habitants, 1.229 habitatges i 924 famílies. La densitat de població era de 448,2 habitants per km².
Dels 1.229 habitatges en un 33,7% hi vivien nens de menys de 18 anys, en un 64,3% hi vivien parelles casades, en un 8,5% dones solteres, i en un 24,8% no eren unitats familiars. En el 20,1% dels habitatges hi vivien persones soles el 6,9% de les quals corresponia a persones de 65 anys o més que vivien soles. El nombre mitjà de persones vivint en cada habitatge era de 2,51 i el nombre mitjà de persones que vivien en cada família era de 2,9.
Per edats la població es repartia de la següent manera: un 24,4% tenia menys de 18 anys, un 7,4% entre 18 i 24, un 27,8% entre 25 i 44, un 27,9% de 45 a 60 i un 12,6% 65 anys o més.
L'edat mediana era de 40 anys. Per cada 100 dones de 18 o més anys hi havia 92,1 homes.
La renda mediana per habitatge era de 57.331 $ i la renda mediana per família de 77.549 $. Els homes tenien una renda mediana de 58.889 $ mentre que les dones 35.771 $. La renda per capita de la població era de 29.689 $. Entorn del 4,5% de les famílies i el 5,3% de la població estaven per davall del llindar de pobresa.

## Poblacions més properes
El següent diagrama mostra les poblacions més properes.